# Imre Vizi
Emeric Vizi, detto Imre (Jegenye, 17 ottobre 1936 – Cluj-Napoca, 2 giugno 2020), è stato un matematico e cestista rumeno.

## Carriera
Con la Romania ha disputato i Campionati europei del 1959.